# Tadami
Tadami (只見町?) è una cittadina giapponese della prefettura di Fukushima.